# Ollósfarkú kolibri
Az ollósfarkú kolibri (Lesbia victoriae)  a madarak osztályának sarlósfecske-alakúak (Apodiformes)  rendjébe és a kolibrifélék (Trochilidae) családjába tartozó faj.
A magyar név forrással nincs megerősítve.

## Előfordulása
Kolumbia, Ecuador és Peru területén honos. A természetes élőhelye szubtrópusi és trópusi hegyi esőerdők, gyepek és bokrosok, valamint erősen leromlott egykori erdők és városi térségek.

## Alfajai
- Lesbia victoriae berlepschi (Hellmayr, 1915)
- Lesbia victoriae juliae (Hartert, 1899)
- Lesbia victoriae victoriae (Bourcier & Mulsant, 1846)

## Külső hivatkozások
- Képek az interneten a fajról
- Internet Bird Collection - videók a fajról